# Kopanina (Majków)
Kopanina – dawny przysiółek wsi Majków w Polsce, położony w województwie świętokrzyskim, w powiecie skarżyskim, w gminie Skarżysko Kościelne.
W latach 1975–1998 przysiółek administracyjnie należał do województwa kieleckiego.
Nazwę zniesiono z 2023 r.